# WRB Schottwien - Thalhof
A WRB  Schottwien - Thalhof egy szerkocsis gőzmozdonysorozat volt a  Wien–Raaber (Gloggnitzer) Eisenbahn-nál (WRB).
A WRB mozdonygyára (a későbbi Lokomotivfabrik der StEG) 1842-ben, amikor még John Haswell volt a gyár vezetője, kapcsolt kerékpárú mozdonyokat készített, de mivel az 1A1 elrendezésú mozdonyok engedélyezési sebessége nagyobb volt, visszatért ehhez a megoldáshoz.
Haswell idejében már nem ezek a mozdonyok voltak az első félgömb alakú tűztérfedeles mozdonyok melyek szivárgásra voltak hajlamosak, és nem alaptalan a feltételezés, hogy részben ez tehető felelőssé  több kazánrobbanásért. Ezenkívül ő használta először az un. expanziós vezérlést (Mayer rendszer). Nem bizonyított, hogy az ő ötlete volt, hogy az  állókazánt rögzítse a keret belsejéhez, mert az addig a vezetés hiányában a mozgó tömeg miatti rázkódástól a kerekek megsértették a keretet.
1853-ban mindkét gép Südliche Staatsbahn-hoz került. 1856-ban a SCHOTTWIEN, a HÖLLENTHAL a NEUNKIRCHEN, továbbá a MEIDLING  az  Östliche Staatsbahn-hoz került, ahol átnevezték CLAJ-re. Amikor a Galizische Carl Ludwig-Bahn (CLB) megvásárolta a társaságot, a mozdonyok is a CLB-hez kerültek, ahol 1861-ben selejtezték. A Thalhof jött még a Déli Vasúttól SB 805 pályaszámmal amelyet 1860-ban selejteztek.

## Fordítás
- Ez a szócikk részben vagy egészben  a   WRB – Schottwien und Thalhof című német Wikipédia-szócikk fordításán alapul.  Az eredeti cikk szerkesztőit annak laptörténete sorolja fel. Ez a jelzés csupán a megfogalmazás eredetét és a szerzői jogokat jelzi, nem szolgál a cikkben szereplő információk forrásmegjelöléseként. - Az eredeti szócikk forrásai szintén ott találhatóak.

## Külső hivatkozások
- A típus története suzámokban (német nyelven)